# Marta Elisabet Fossel

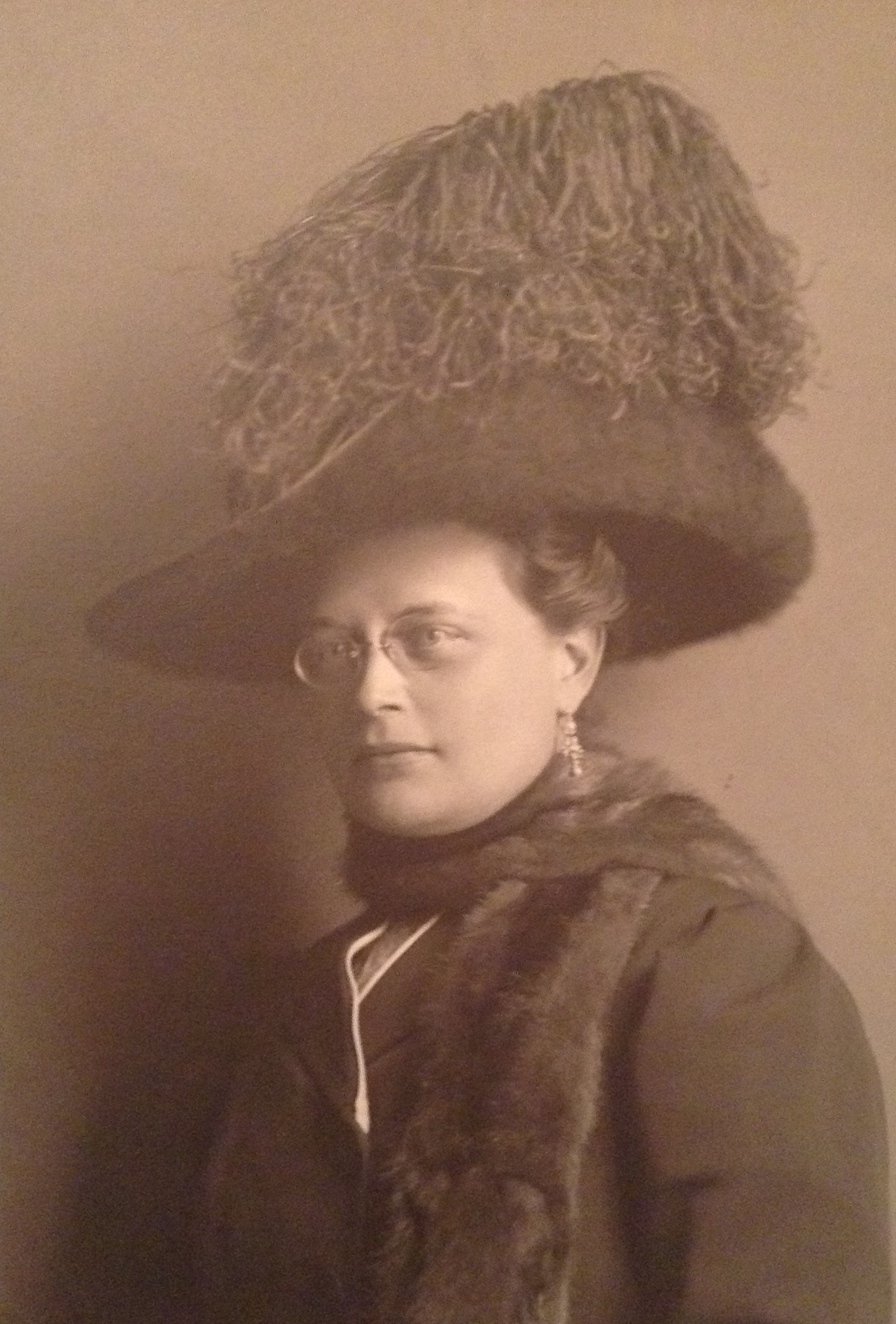
Marta Elisabet Fossel vor dem Ersten Weltkrieg.

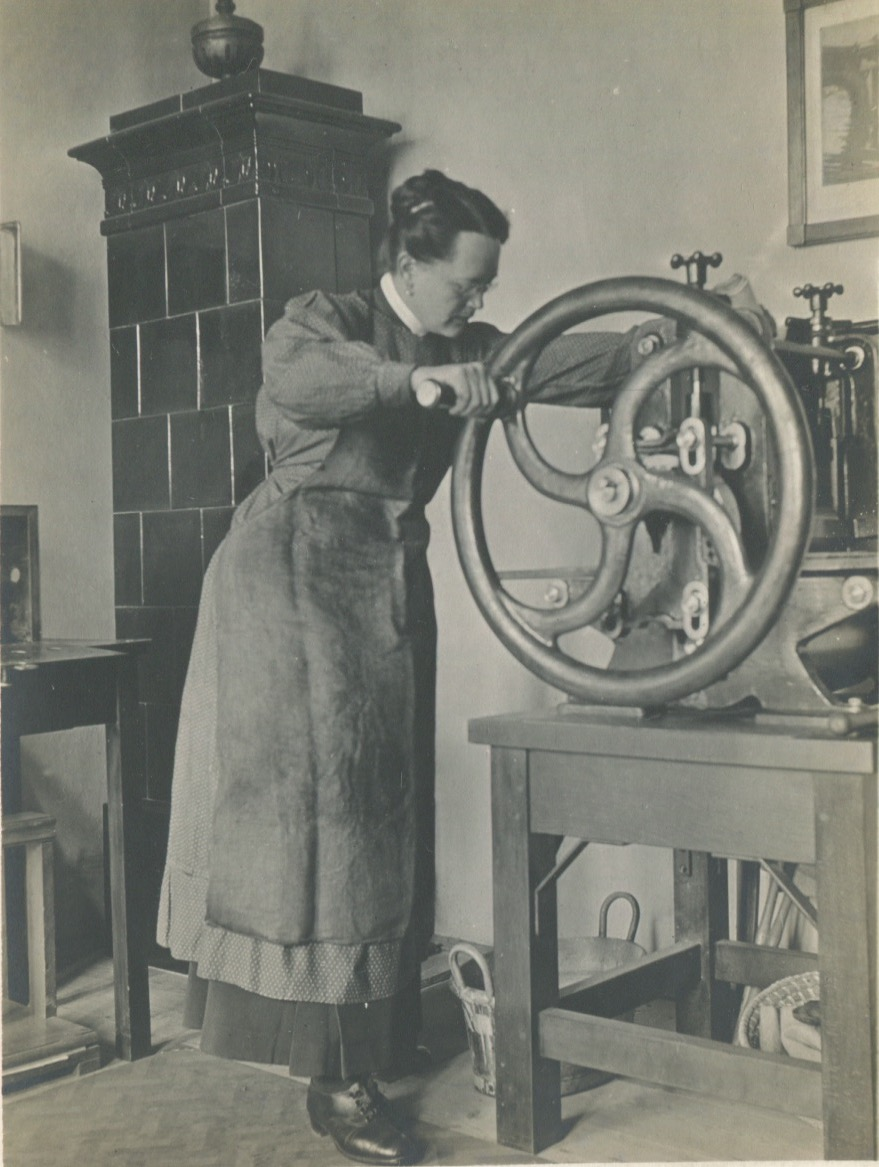
Marta Elisabet Fossel beim Drucken in ihrem Atelier in Graz 1915.

Marta Elisabet Fossel (auch Martha Elisabeth Fossel, Marta E. Fossel; * 16. Mai 1880 in Liezen; † 20. April 1965 in Graz) war eine österreichische Künstlerin. Als Graphikerin, Illustratorin und Malerin verbrachte sie den größten Teil ihres Lebens in Graz.

## Leben
Marta Elisabet Fossel war die Tochter von Viktor Fossel (1846–1913), der Amtsarzt in Liezen war, bis die Familie nach Graz zog, wo er 1892 Direktor des Grazer Allgemeinen Krankenhauses wurde und somit maßgeblich an dessen Planung und Neubau mitwirkte.
1895 und 1896 erhielt sie Unterricht bei Ludwig Kainzbauer. 1903 war sie Schülerin der Meisterklasse des Landes Steiermark für Malerei an der Zeichenakademie in Graz bei Alfred Schrötter, sie zeichnete zu dieser Zeit aber auch an der „Anatomie“, wo eine Reihe großformatiger Studien entstand.
Bis 1910 arbeitete Fossel selbständig in Graz. 1906 unternahm sie eine Mittelmeerreise, die sie bis Tunis führte. 1910 fuhr sie mit den Eltern nach Rom, wo sie während ihres mehrwöchigen Aufenthalts Studien anfertigte. Von 1910 bis 1912/1913 studierte sie an der Münchner Frauenakademie bei Max Feldbauer. Fossel wurde ausübendes Mitglied des Künstlerinnenvereines in München. Zeitgleich war sie Schülerin in der Münchner Radierschule von Johann Brockhoff. Da ihr als Frau das Studium an der Akademie zu dieser Zeit verwehrt war, nahm sie bei Peter Halm Privatunterricht, der sie hinsichtlich Ausstellungsbeteiligungen in München und auch noch über ihre Studienzeit hinaus unterstützte. Weitere Ausbildung erhielt sie von dem Wiener Kupferstecher Alfred Cossmann, mit dem sie zeit ihres Lebens in freundschaftlichem Austausch stand.
Ab 1913 arbeitete Fossel wieder selbständig in Graz mit einer eigenen Kupferdruckpresse. Wie schon vor ihrer Zeit in München unterrichtete sie insbesondere adelige bzw. Töchter und Söhne wohlhabender Eltern. Sie druckte aber auch für Künstlerkollegen wie z. B. Carl Rotky oder Fritz Silberbauer.
Während des Ersten Weltkrieges leistete sie Spitalsdienst im Meerscheinschloss in Graz, zeichnete Kriegskalender und arbeitete weiterhin an Aufträgen, während die Ausstellungstätigkeit minimiert war. Die Kriegsthematik floss in ihre Arbeit ein. Themen waren Fuhrmann des Todes, Der Schnitter oder 1918 Fieber, das als Spanische Grippe mehr Todesopfer forderte als der Krieg.
Ab Herbst 1918 besuchte sie auf der Universität Graz Vorträge über Volkskunde. 1919 und 1920 schloss sie sich mit Grazer Künstlern, wie Fritz Silberbauer, Axl Leskoschek, Alwine Hotter, Norbertine Bresslern-Roth, Erich Hönig-Hönigsberg, Igo Klemencic, Pipo Peteln, Emmy Hiesleitner-Singer oder Hanns Wagula in der losen und progressiven Künstlervereinigung „Freiland“ zusammen. In diesem Zusammenhang entstanden Blätter wie Salome, Spinne oder Marionetten. Es gelang zu dieser Zeit eine Vernetzung mit Vertrieb über die nach dem Zusammenbruch der Monarchie überschaubar gewordenen österreichischen Grenzen hinaus.
Anfang der 1920er Jahre belieferte Fossel die Society of Friends und stellte 1921 in London aus. Sie schloss dort mit der Medici Society einen Vertrag über 3 Jahre für den Vertrieb ihrer Drucke in alle englischsprachigen Länder und die USA. Verkäufe nach New York und London sowie Exlibris-Aufträge aus diesem Gebiet waren die Folge. Fossel sprach fließend Englisch, was ihr auch während der englischen Besatzung nach dem Zweiten Weltkrieg zum Vorteil wurde. Zeitgleich wurde sie für den Verein „Südmark“ aktiv, 1922 gestaltete sie den Südmarkkalender. Auch für Viktor Geramb, der 1913 das Steirische Volkskundemuseum als Abteilung des Landesmuseum Joanneum begründete und bis 1949 leitete, illustrierte sie zu dieser Zeit. 1923 zeichnete sie für den Orthopäden Hans Spitzy in Wien Operationsbilder, 1925 fertigte sie orthopädische Zeichnungen für Mattheis an. 1924 entstand für den Verein „Südmark“ ein Porträt von Peter Rosegger, auch Viktor Geramb porträtierte sie in diesem Jahr.
Sie arbeitete an Entwürfen, zeichnete, druckte und kümmerte sich um den Leihverkehr und die gesamte Auftragskommunikation für Illustrationen, Ex libris, Plakate und andere Gebrauchsgrafik. Sie war wirtschaftlich selbständig und unabhängig und behauptete sich selbstbewusst in der künstlerischen Männerwelt.
Fossel stellte regelmäßig aus und engagierte sich in Künstlervereinigungen. Einen Höhepunkt stellte darin das Jahr 1928 dar. In diesem Jahr war sie neben den Malern Hermann Bergmeister, Leo Scheu und Fritz Silberbauer, sowie den Architekten Karl Hoffmann, Ludwig Lepuschitz und Adolf Schmidsfelden die einzige Frau in der ständigen Delegation bildender Künstler Steiermarks und im Ausstellungsausschuss der steirischen Jubiläumskunstschau 1928 die einzige weibliche Kuratorin. Diese Ausstellung vereinte die Genossenschaft bildender Künstler Steiermarks, den Künstlerbund Graz, den Steiermärkischen Kunstverein, die Sezession Graz, den Steiermärkischen Werkbund und die Zentralvereinigung der Architekten Österreichs (Ortsgruppe Graz) zu einer umfangreichen Schau in der Industriehalle vom 23. Juni bis zum 30. August 1928.
1938 erwarb Hitler auf der Großen Deutschen Kunstausstellung (GDK) in München ihre Zeichnungen Oberösterreichischer Bauer und Alte Bäuerin für jeweils 12500 RM. Während des Zweiten Weltkrieges arbeitete Fossel systemkonform und stellt sich im Bereich der Gebrauchsgrafik in den Dienst des NS-Regimes. Für beide sind jedoch keine einschlägigen Mitgliedschaften nachweisbar. Mit Viktor Geramb verband Marta Fossel nicht nur das lebendige Interesse an der Volkskunde und den heimatlichen Traditionen, sondern auch eine Nähe zum Katholizismus. Christliche Motive sind regelmäßiger Bestandteil ihres Werkes.
Freundschaften verbanden sie mit der Grazer Tiermalerin Norbertine Bresslern-Roth, mit der Wiener Künstlerin Therese von Mor, mit der Schriftstellerin Paula Grogger oder der Kunstgewerblerin Dora Wibiral. Nach dem Zweiten Weltkrieg fand sie – wie viele Künstler ihrer Generation – keinen Anschluss an die neuen Kunstströmungen. Marta Fossel war unverheiratet und kinderlos. Sie starb 1965 in Graz.

## Mitgliedschaften
- Künstlerinnenverein München
- Kunstverein Steiermark
- Vereinigung bildender Künstler Wiens
- Vereinigung Künstlerinnen Wien
- Künstlervereinigung Bund Freiland

## Preise
- 1906: Silbermedaille Graz
- 1914: Ehrenzeichen II vom Roten Kreuz
- 1921: Goldene Staatsmedaille in Graz
- 1926: Staatspreis
- 1928: Silberne Jubiläumsmedaille der Stadt Graz
- 1929: Österreichische Goldene Verdienstmedaille
- 1932: Staatspreis Graz
- 1932: Staatspreis Leoben
- 1935: Staatspreis Graz
- 1936: Staatsmedaille Graz
- 1937: Staatspreis Graz

## Ausstellungen
- 1912: Kollektivausstellung, Kunstverein, Graz
- 1914: Kollektivausstellung, Kunstverein, Graz
- 1914: Kollektivausstellung der Radierer-Vereinigung München im Münchner Kunstverein
- 1914: Kollektivausstellung im Künstlerinnenverein München
- 1914: Leipziger „Bugra“, Sondergruppe „Die Frau“
- 1918: Steiermärkische Kunstverein, Frühjahrsausstellung
- 1919: Wettbewerb des „Freiland“ Zeichen für Plakat und Verschlussmarke für „Grazer Urania“, erster Preis für einen Entwurf. (Jury: Prof. Bergemeister, Semetkowski, Silberbauer)
- 1919: Winterausstellung des Vereines Bildender Künstlerinnen Österreichs in Wien im Künstlerhaus am Karlsplatz.
- 1919: Jahresausstellung der Vereinigung bildender Künstlerinnen Österreichs
- 1920: Frühjahresausstellung des Steiermärkischen Kunstvereines in Graz
- 1920: Jahresausstellung im Glaspalast in München (durch die Radierervereinigung)
- 1920: Kollektivausstellung des „Freiland“ in der Secession in Wien
- 1920: Sommerausstellung des Vereines bildender Künstlerinnen Österreichs (Palais Schwarzenberg)
- 1921: Kollektivausstellung, Kunstverein, Graz
- 1923: Kollektivausstellung, Kunstverein, Graz
- 1938: Graz, Kunst und Handwerk
- 1938: Leoben, Kunstausstellung
- 1938: Graz, Weihnachtsausstellung
- 1938, 1939 und 1940: München, GDK
- 1939: Graz, Steiermark, „Land und Leute“
- 1940: Graz, „Heimat in Arbeit und Kampf“
- 1941: Graz, Kunstausstellung Graz
- 1941: Graz, Herbstausstellung
- 1942: Straßburg, „Steirische Kunst in Straßburg“
- 1944: Graz, Frühjahrsausstellung
- 1945: Graz, 1. Ausstellung Steirische Kunst
- 1950: Graz, Kollektivausstellung
- 1980: Graz, Neue Galerie
- 1982: Graz, Bildungshaus Maria Trost (mit Hießleitner-Singer)
- 2010: „Die Kunst der Anpassung“, Stadtmuseum Graz, Graz